# Gewichtsklasse (boksen)
Het boksen kent gewichtsklassen om boksers in te delen naar hun lichaamsgewicht. In wedstrijden en competities boksen twee mensen uit dezelfde gewichtsklasse tegen elkaar.
De hoogste klasse kent geen bovengrens en wordt bij het professioneel boksen "zwaargewicht" en bij het amateurboksen "superzwaargewicht" genoemd.
De volgende tabel geeft de gewichtslimieten weer per gewichtsklasse volgens de WBA, de oudste van een van de vier grootste boksorganisaties ter wereld.
| Gewichtsklasse      | Limiet (kg) |
| ------------------- | ----------- |
| Lichtminimumgewicht | 46,27       |
| Minimumgewicht      | 47,63       |
| Lichtvlieggewicht   | 48,99       |
| Vlieggewicht        | 50,80       |
| Supervlieggewicht   | 52,16       |
| Bantamgewicht       | 53,52       |
| Superbantamgewicht  | 55,34       |
| Vedergewicht        | 57,15       |
| Supervedergewicht   | 58,97       |
| Lichtgewicht        | 61,23       |
| Superlichtgewicht   | 63,50       |
| Weltergewicht       | 66,68       |
| Superweltergewicht  | 69,85       |
| Middengewicht       | 72,57       |
| Supermiddengewicht  | 76,20       |
| Lichtzwaargewicht   | 79,38       |
| Cruisergewicht      | 90,72       |
| Zwaargewicht        | Geen        |